# Hopman Cup 1996
Der Hopman Cup 1996 war die 8. Ausgabe des Tennisturniers im australischen Perth. Er wurde vom 31. Dezember 1995 bis zum 6. Januar 1996 ausgetragen.
Im Finale gewann das an Position eins gesetzte Team in Person von Iva Majoli und Goran Ivanišević aus Kroatien mit 2:1 gegen das an Position drei gesetzte Team Martina Hingis und Marc Rosset aus der Schweiz.

## Teilnehmer und Gruppeneinteilung
| Nation                 | Teilnehmer                           |
| ---------------------- | ------------------------------------ |
| (1) Kroatien           | Iva Majoli und Goran Ivanišević      |
| (4) Südafrika          | Amanda Coetzer und Wayne Ferreira    |
| (5) Vereinigte Staaten | Chanda Rubin und Richey Reneberg     |
| (8) Frankreich         | Catherine Tanvier und Arnaud Boetsch |

| Nation          | Teilnehmer                                   |
| --------------- | -------------------------------------------- |
| (2) Niederlande | Brenda Schultz-McCarthy und Richard Krajicek |
| (3) Schweiz     | Martina Hingis und Marc Rosset               |
| (6) Australien  | Nicole Bradtke und Mark Philippoussis        |
| (7) Deutschland | Anke Huber und Martin Sinner                 |

## Spielplan

### Tabelle
| Pos. | Land               | Gewonnen | Verloren | Spiele | Sätze |
| ---- | ------------------ | -------- | -------- | ------ | ----- |
| 1    | Kroatien           | 2        | 1        | 6:3    | 14:7  |
| 2    | Vereinigte Staaten | 2        | 1        | 5:4    | 11:8  |
| 3    | Südafrika          | 1        | 2        | 3:6    | 8:12  |
| 4    | Frankreich         | 1        | 2        | 3:6    | 7:13  |

| Pos. | Land        | Gewonnen | Verloren | Spiele | Sätze |
| ---- | ----------- | -------- | -------- | ------ | ----- |
| 1    | Schweiz     | 3        | 0        | 7:2    | 15:6  |
| 2    | Deutschland | 2        | 1        | 4:5    | 10:13 |
| 3    | Australien  | 1        | 2        | 4:5    | 8:10  |
| 4    | Niederlande | 0        | 3        | 3:6    | 8:11  |

| Abschnitt | Datum          | Team 1             | Team 2             | Ergebnis |
| --------- | -------------- | ------------------ | ------------------ | -------- |
| Vorrunde  |                | Vereinigte Staaten | Südafrika          | 2:1      |
| Vorrunde  |                | Kroatien           | Frankreich         | 3:0      |
| Vorrunde  |                | Schweiz            | Australien         | 2:1      |
| Vorrunde  |                | Deutschland        | Niederlande        | 2:1      |
| Vorrunde  |                | Frankreich         | Südafrika          | 2:1      |
| Vorrunde  |                | Kroatien           | Vereinigte Staaten | 2:1      |
| Vorrunde  |                | Deutschland        | Australien         | 2:1      |
| Vorrunde  |                | Schweiz            | Niederlande        | 2:1      |
| Vorrunde  |                | Südafrika          | Kroatien           | 2:1      |
| Vorrunde  |                | Vereinigte Staaten | Frankreich         | 2:1      |
| Vorrunde  |                | Australien         | Niederlande        | 2:1      |
| Vorrunde  |                | Schweiz            | Deutschland        | 3:0      |
| Finale    | 6. Januar 1996 | Kroatien           | Schweiz            | 2:1      |

## Ergebnisse
| Datum          | Team 1             | Team 2             | Ergebnis | Spiel                  | Spieler 1                  | Spieler 2               | Resultat              |
| -------------- | ------------------ | ------------------ | -------- | ---------------------- | -------------------------- | ----------------------- | --------------------- |
|                | Vereinigte Staaten | Südafrika          | 2:1      | Dameneinzel            | Chanda Rubin               | Amanda Coetzer          | 2:6, 4:6              |
| Herreneinzel   | Vereinigte Staaten | Südafrika          | 2:1      | Richey Reneberg        | Wayne Ferreira             | 6:2, 6:2                |                       |
| Mixed          | Vereinigte Staaten | Südafrika          | 2:1      | Rubin, Reneberg        | Coetzer, Ferreira          | 7:5, 6:2                |                       |
|                | Kroatien           | Frankreich         | 3:0      | Dameneinzel            | Iva Majoli                 | Catherine Tanvier       | 6:1, 6:2              |
| Herreneinzel   | Kroatien           | Frankreich         | 3:0      | Goran Ivanišević       | Arnaud Boetsch             | 7:5, 6:4                |                       |
| Mixed          | Kroatien           | Frankreich         | 3:0      | Majoli, Ivanišević     | Tanvier, Boetsch           | 3:6, 6:1, 7:6           |                       |
|                | Schweiz            | Australien         | 2:1      | Dameneinzel            | Martina Hingis             | Nicole Bradtke          | 6:7, 6:3, 6:3         |
| Herreneinzel   | Schweiz            | Australien         | 2:1      | Marc Rosset            | Mark Philippoussis         | 6:3, 6:3                |                       |
| Mixed          | Schweiz            | Australien         | 2:1      | Hingis, Rosset         | Bradtke, Philippoussis     | 5:7, 1:6                |                       |
|                | Deutschland        | Niederlande        | 2:1      | Dameneinzel            | Anke Huber                 | Brenda Schultz-McCarthy | 3:6, 6:4, 7:6         |
| Herreneinzel   | Deutschland        | Niederlande        | 2:1      | Martin Sinner          | Richard Krajicek           | 5:7, 7:5, 6:7           |                       |
| Mixed          | Deutschland        | Niederlande        | 2:1      | Huber, Sinner          | Schultz-McCarthy, Krajicek | 2:6, 6:1, 6:2           |                       |
|                | Frankreich         | Südafrika          | 2:1      | Dameneinzel            | Catherine Tanvier          | Amanda Coetzer          | 2:6, 1:6              |
| Herreneinzel   | Frankreich         | Südafrika          | 2:1      | Arnaud Boetsch         | Wayne Ferreira             | 7:6, 7:6                |                       |
| Mixed          | Frankreich         | Südafrika          | 2:1      | Tanvier, Boetsch       | Coetzer, Ferreira          | 6:2, 7:6                |                       |
|                | Kroatien           | Vereinigte Staaten | 2:1      | Dameneinzel            | Iva Majoli                 | Chanda Rubin            | 5:7, 0:6              |
| Herreneinzel   | Kroatien           | Vereinigte Staaten | 2:1      | Goran Ivanišević       | Richey Reneberg            | 7:6, 6:3                |                       |
| Mixed          | Kroatien           | Vereinigte Staaten | 2:1      | Majoli, Ivanišević     | Rubin, Reneberg            | 6:4, 6:2                |                       |
|                | Deutschland        | Australien         | 2:1      | Dameneinzel            | Anke Huber                 | Nicole Bradtke          | 6:3, 6:1              |
| Herreneinzel   | Deutschland        | Australien         | 2:1      | Martin Sinner          | Mark Philippoussis         | 4:6, 7:5, 7:6           |                       |
| Mixed          | Deutschland        | Australien         | 2:1      | Huber, Sinner          | Bradtke, Philippoussis     | 6:7, 2:6                |                       |
|                | Schweiz            | Niederlande        | 2:1      | Dameneinzel            | Martina Hingis             | Brenda Schultz-McCarthy | 6:3, 7:5              |
| Herreneinzel   | Schweiz            | Niederlande        | 2:1      | Marc Rosset            | Richard Krajicek           | 6:4, 6:4                |                       |
| Mixed          | Schweiz            | Niederlande        | 2:1      | Hingis, Rosset         | Schultz-McCarthy, Krajicek | 3:6, 6:2, 7:7(0)        |                       |
|                | Südafrika          | Kroatien           | 2:1      | Dameneinzel            | Amanda Coetzer             | Iva Majoli              | 6:4, 3:6, 6:1         |
| Herreneinzel   | Südafrika          | Kroatien           | 2:1      | Wayne Ferreira         | Goran Ivanišević           | 4:6, 3:6                |                       |
| Mixed          | Südafrika          | Kroatien           | 2:1      | Coetzer, Ferreira      | Majoli, Ivanišević         | 4:6, 6:3, 7:6           |                       |
|                | Vereinigte Staaten | Frankreich         | 2:1      | Dameneinzel            | Chanda Rubin               | Catherine Tanvier       | 6:2, 6:2              |
| Herreneinzel   | Vereinigte Staaten | Frankreich         | 2:1      | Richey Reneberg        | Arnaud Boetsch             | 6:4, 4:6, 1:6           |                       |
| Mixed          | Vereinigte Staaten | Frankreich         | 2:1      | Rubin, Reneberg        | Tanvier, Boetsch           | 6:2, 7:5                |                       |
|                | Australien         | Niederlande        | 2:1      | Dameneinzel            | Nicole Bradtke             | Brenda Schultz-McCarthy | 7:5, 5:7, 0:6         |
| Herreneinzel   | Australien         | Niederlande        | 2:1      | Mark Philippoussis     | Richard Krajicek           | 7:6, 2:1 Aufgabe        |                       |
| Mixed          | Australien         | Niederlande        | 2:1      | Bradtke, Philippoussis | Schultz-McCarthy, Krajicek | w.o.                    |                       |
|                | Schweiz            | Deutschland        | 3:0      | Dameneinzel            | Martina Hingis             | Anke Huber              | 2:6, 6:2, 6:1         |
| Herreneinzel   | Schweiz            | Deutschland        | 3:0      | Marc Rosset            | Martin Sinner              | 6:2, 6:4                |                       |
| Mixed          | Schweiz            | Deutschland        | 3:0      | Hingis, Rosset         | Huber, Sinner              | 6:1, 6:3                |                       |
| 6. Januar 1996 | Kroatien           | Schweiz            | 2:1      | Dameneinzel            | Iva Majoli                 | Martina Hingis          | 3:6, 0:6              |
| 6. Januar 1996 | Kroatien           | Schweiz            | 2:1      | Herreneinzel           | Goran Ivanišević           | Marc Rosset             | 7:6, 7:5              |
| 6. Januar 1996 | Kroatien           | Schweiz            | 2:1      | Mixed                  | Majoli, Ivanišević         | Hingis, Rosset          | 3:6, 7:6, 5:5 Aufgabe |